# Johann Wilhelm Körfgen
Johann Wilhelm Körfgen, auch Guilleaume Koerfgen (* 23. November 1768 in Straßfeld, Kurköln; † 20. oder 21. Dezember 1829 in Bonn), war von 1804 bis 1814 Generalsekretär des Département de la Roer.

## Leben
An der Alten Universität Köln erhielt Johann Wilhelm Körfgen eine Ausbildung zum Juristen. Einer seiner Professoren war dort der Gelehrte Ferdinand Franz Wallraf, zu dem er freundschaftlichen Kontakt hielt. Vor 1802 wirkte er als Kapitelsekretär des Stifts St. Aposteln in Köln. Körfgen war sodann Archivar der Präfektur des Rur-Departements, als er am 10. September 1804 während des Besuchs des Ersten Konsuls der Französischen Republik, Napoleon Bonaparte, durch Dekret zum Generalsekretär des Départements ernannt wurde. Als solcher diente er unter den Präfekten Jean Charles Joseph de Laumond, Alexandre de Lameth und Jean Charles François de Ladoucette. Seinen Aufstieg als Verwaltungsbeamter in der Franzosenzeit hatte er insbesondere seinen hervorragenden Kenntnissen der französischen Sprache zu verdanken. Als Generalsekretär war er Übersetzer und somit Bindeglied zwischen den französischen Präfekten und ihrer deutschsprachigen Verwaltung.
Nach dem Zusammenbruch der französischen Herrschaft 1813/1814 wurde er im Generalgouvernement Niederrhein für Angelegenheiten der Liquidation zunächst weiter beschäftigt. Um 1816 wirkte er als „Bevollmächtigter der Staatsgläubiger des ehemaligen Roer-Departements“, um für die Inhaber von alten Staatsschuldverschreibungen die Auszahlung von Rückständen zu einzufordern.

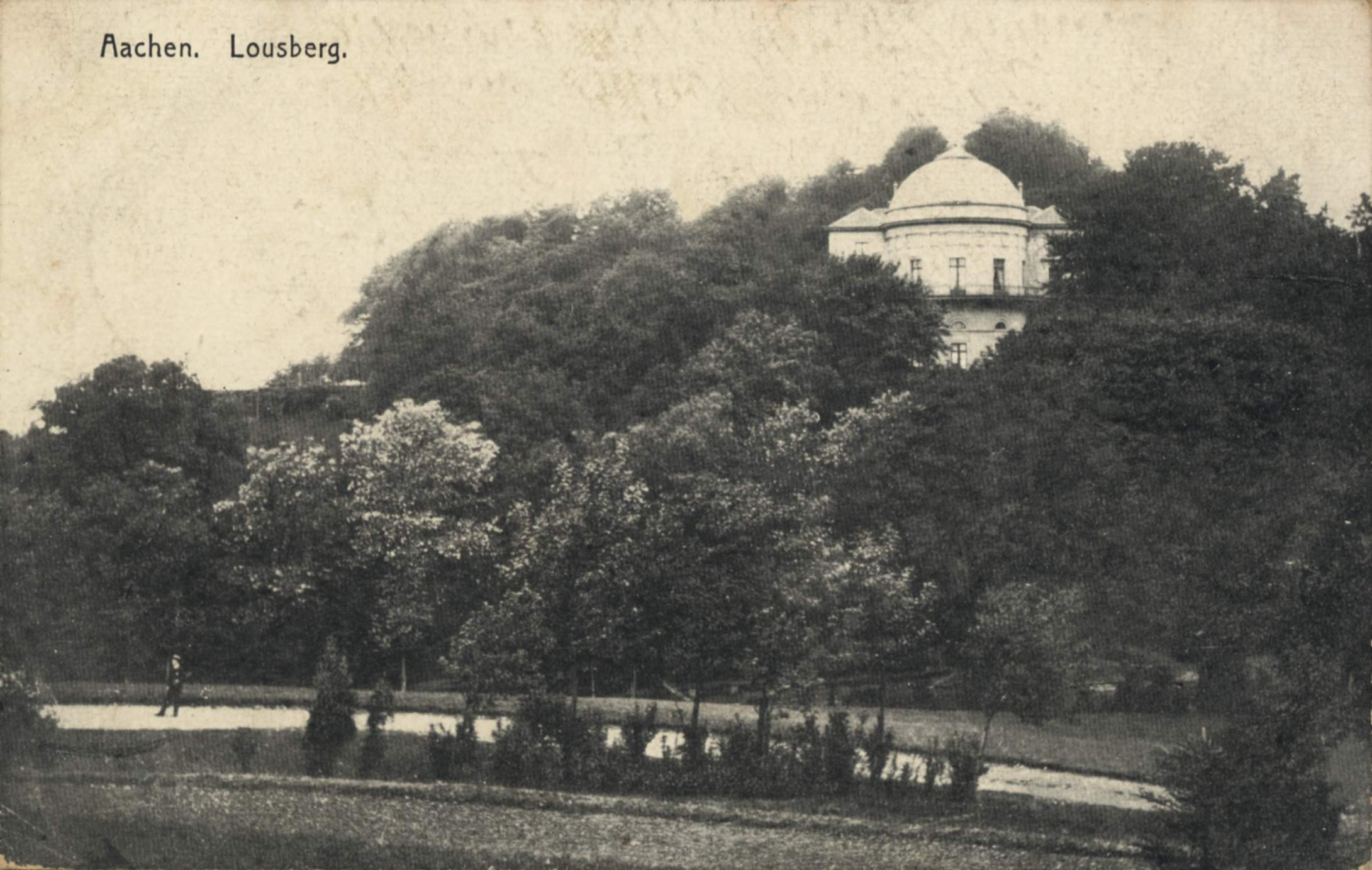
Gesellschaftshaus auf dem Lousberg, Ansichtskarte von 1915

Körfgens Wirken hatte besondere Bedeutung für die städtebauliche und gartenhistorische Entwicklung Aachens. Zuständig für das von Napoleon initiierte „Embellissement“ der Kaiserstadt und Bonne ville de l’Empire français, leitete er als Vorsitzender der „Commission d’Embellissement“ eine umfassende Planung des städtebaulichen Ausbaus und der Stadtverschönerung, insbesondere die Anlage von Esplanaden auf früheren Stadtgräben und die Entwicklung des Lousbergs zu einem Wald- und Bergpark nach Plänen des Landschaftsarchitekten Maximilian Friedrich Weyhe. Ein Belvedere genanntes klassizistisches Gesellschaftshaus auf dem Lousberg, in deren Aktiengesellschaft Körfgen als größter Anteilseigner den Vorsitz übernommen hatte, sollte den Aachener Fremdenverkehr beleben. Auch privat dem Gedanken des Englischen Landschaftsgartens zugetan, ließ er seinen Aachener Sommerwohnsitz, das am Nordhang des Lousbergs gelegene, 1802 aus Flächen des säkularisierten Klosters St. Raphael gebildete Gut Müsch, zu einer Ferme Ornée umgestalten.
Körfgen starb im Alter von 61 Jahren auf einer Reise in Bonn. Seine am 20. August 1814 geschlossene Ehe mit Anna Maria Lovens blieb kinderlos.